# پویا پورعلی
پویا پورعلی (زادهٔ ۳ فروردین ۱۳۷۵) بازیکن فوتبال اهل ایران است که در پست هافبک دفاعی برای باشگاه فوتبال گل‌گهر سیرجان در لیگ برتر خلیج فارس بازی می‌کند.
او سابقهٔ بازی برای خونه به خونه بابل، بادران، فجر سپاسی ،ذوب‌آهن و ملوان بندرانزلی را نیز دارد.
وی نخستین بازی خود در لیگ برتر را در هفتهٔ اول فصل ۰۱–۱۴۰۰ مقابل صنعت نفت آبادان در ترکیب فیکس تیم انجام داد.
این بازیکن علاوه بر پست هافبک دفاعی توانایی بازی در پست‌های هافبک میانی، وینگر، دفاع راست و دفاع میانی را نیز دار است.

## دوران باشگاهی
پویا پورعلی فوتبال خود را از جوانان باشگاه پدیده ساری شروع کرد و با این تیم به مقام قهرمانی لیگ مناطق جوانان کشور در سال ۹۰ رسید. وی در ادامه به تیم شهرداری جویبار پیوست و با این تیم در سال ۹۱ قهرمان امیدهای استان مازندران شد.

### بادران
پورعلی در سال ۱۳۹۴ به تیم خونه به خونه بابل پیوست و پس از گذراندن دو فصل راهی بادران شد. در بادران نیز تنها یک بازی انجام داد و فصل بعد دوباره راهی باشگاه خونه به خونه شد.

### خونه به خونه بابل
پورعلی در سال ۱۳۹۷ به خونه به خونه پیوست. در طی یک سال حضور در این باشگاه موفق به انجام ۱۹ بازی (۱٬۶۹۶ دقیقه) شد.

### فجر سپاسی
در سال ۱۳۹۸ پورعلی برای گذراندن خدمت سربازی به فجرسپاسی شیراز پیوست و طی ۲۲ بازی (۱٬۹۸۰ دقیقه) برای این تیم در لیگ آزادگان توانست ۱ گل به ثمر برساند و در فصل ۱۴۰۰–۱۳۹۹ لیگ آزادگان با این تیم قهرمان لیگ و موفق به صعود به لیگ برتر شود.

### ذوب آهن اصفهان
در سال ۱۴۰۰ پورعلی با نظر مستقیم سرمربی تیم ذوب آهن، مهدی تارتار، به این تیم پیوست پورعلی در طی دو سال بازی برای ذوب آهن توانست آمار ۴۷ بازی را به نام خود ثبت کند.
ملوان بندرانزلی
در سال ۱۴۰۲ پورعلی به تیم ملوان پیوست و آمار ۲۶ بازی و ۱ گل را به نام خود به ثبت رساند.

## آمار

### باشگاهی
تا تاریخ ۲ نوامبر ۲۰۲۲
| باشگاه       | فصل     | لیگ         | لیگ  | لیگ | جام حذفی | جام حذفی | قاره‌ای | قاره‌ای | دیگر | دیگر | مجموع | مجموع |
| باشگاه       | فصل     | دسته        | بازی | گل  | بازی     | گل       | بازی   | گل     | بازی | گل   | بازی  | گل    |
| ------------ | ------- | ----------- | ---- | --- | -------- | -------- | ------ | ------ | ---- | ---- | ----- | ----- |
| خونه به خونه | ۹۵–۱۳۹۴ | لیگ آزادگان |      |     |          |          | —      | —      | —    | —    |       |       |
| خونه به خونه | ۹۶–۱۳۹۵ | لیگ آزادگان |      |     | —        | —        | —      | —      | —    | —    |       |       |
| خونه به خونه | مجموع   | مجموع       |      |     |          |          | —      | —      | —    | —    |       |       |
| بادران       | ۹۷–۱۳۹۶ | لیگ آزادگان |      |     | —        | —        | —      | —      | —    | —    |       |       |
| بادران       | مجموع   | مجموع       |      |     | —        | —        | —      | —      | —    | —    |       |       |
| خونه به خونه | ۹۸–۱۳۹۶ | لیگ آزادگان |      |     | —        | —        | —      | —      | —    | —    |       |       |
| خونه به خونه | مجموع   | مجموع       |      |     | —        | —        | —      | —      | —    | —    |       |       |
| فجر سپاسی    | ۹۹–۱۳۹۸ | لیگ آزادگان |      |     |          |          | —      | —      | —    | —    |       |       |
| فجر سپاسی    | ۰۰–۱۳۹۹ | لیگ آزادگان |      |     | —        | —        | —      | —      | —    | —    |       |       |
| فجر سپاسی    | مجموع   | مجموع       |      |     |          |          | —      | —      | —    | —    |       |       |
| ذوب‌آهن       | ۰۱–۱۴۰۰ | لیگ برتر    |      |     |          |          |        |        |      |      |       |       |
| ذوب‌آهن       | ۰۲–۱۴۰۱ | لیگ برتر    |      |     |          |          |        |        |      |      |       |       |
| ذوب‌آهن       | مجموع   |             |      |     |          |          |        |        |      |      |       |       |
| مجموع آمار   |         |             |      |     |          |          |        |        |      |      |       |       |

## افتخارات

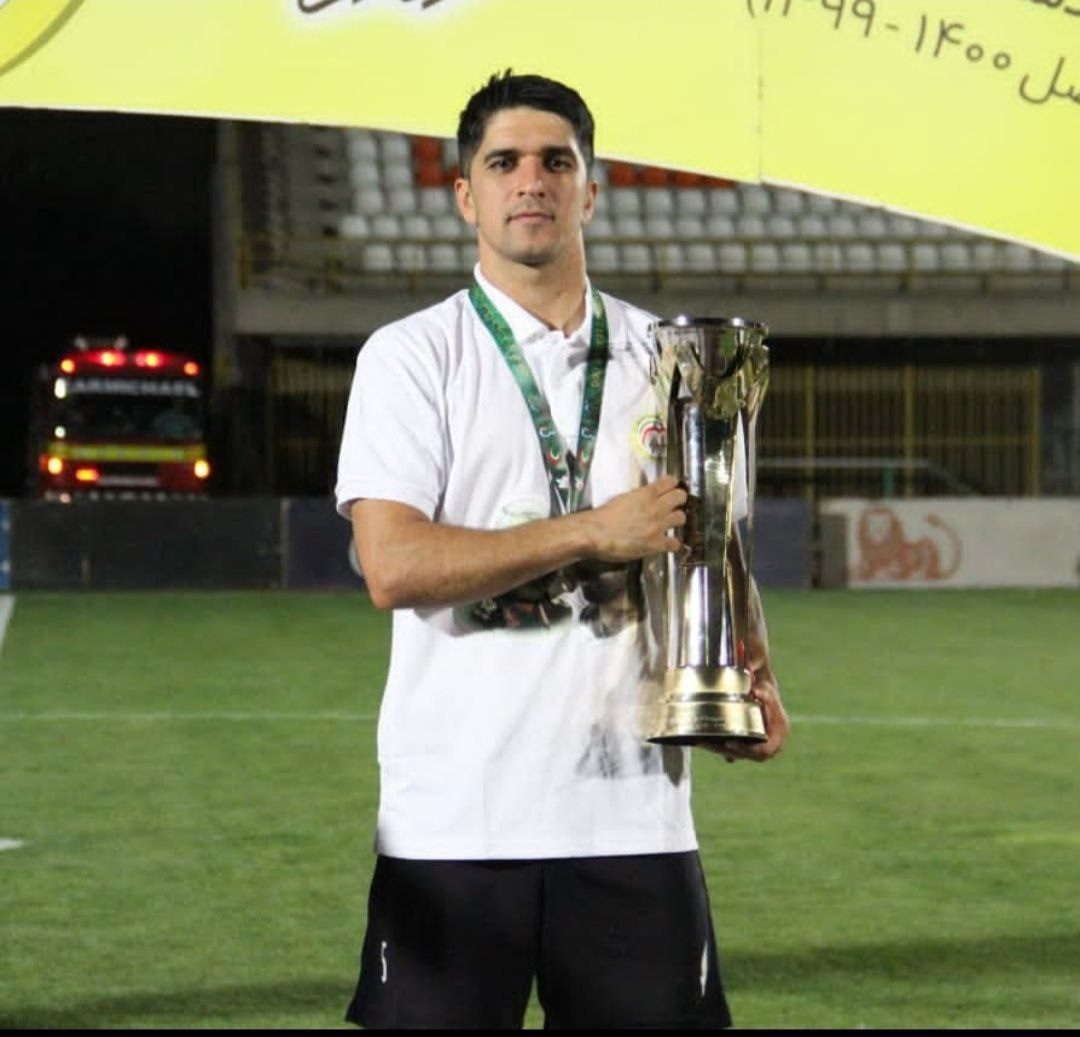
پورعلی در جشن قهرمانی فجرسپاسی در لیگ یک فصل ۱۴۰۰–۱۳۹۹

### پدیده ساری
- لیگ مناطق جوانان کشور: قهرمان (۱بار): ۱۳۹۰[۱]

### شهرداری جویبار
- لیگ امیدهای استان مازندران: قهرمان (۱ بار): ۱۳۹۱

### خونه به خونه
- لیگ دسته یک جوانان: قهرمان (۱ بار): ۱۳۹۳[۱۳][۱۴]
- لیگ یک امیدها: قهرمان (۱ بار):۹۵–۱۳۹۴[۱۵]
- لیگ برتر امیدها: قهرمان (۱ بار): ۹۶–۱۳۹۵[۱۶][۱۷][۱۸]

### فجر سپاسی
- لیگ دسته یک: قهرمان (۱ بار): ۱۴۰۰–۱۳۹۹[۹]

#### تراکتور
- لیگ برتر خلیج فارس (۱): ۰۴–۱۴۰۳